# Piotr Thor
Piotr Jan Thor (ur. 3 lipca 1946, zm. 13 stycznia 2021) – polski lekarz, fizjolog i patofizjolog.

## Życiorys
Studiował na Wydziale Lekarskim Akademii Medycznej w Krakowie, angażując się w działalność koła naukowego przy Zakładzie Biofizyki, gdzie rozpoczął badania w dziedzinie gastroenterologii doświadczalnej i fizjologii układu krążenia i w tych dziedzinach specjalizował się przez całą karierę. W 1969 r. rozpoczął pracę w Instytucie Fizjologii Akademii Medycznej w Krakowie, stopień doktora otrzymał w 1974, a pracę habilitacyjną ukończył w 1988 r. W 1996 r. uzyskał tytuł profesora, a rok później został kierownikiem Zakładu Patofizjologii Doświadczalnej Katedry Patofizjologii Collegium Medicum Uniwersytetu Jagiellońskiego, a w 1999 r. kierownikiem Katedry Patofizjologii i pozostał na tym stanowisku do przejścia na emeryturę w 2017 r. Po przejściu na emeryturę objął stanowisko kierownika Zakładu Fizjologii na Uniwersytecie Rzeszowskim, gdzie przez rok prowadził zajęcia z fizjologii i patofizjologii.
Prowadził badania w zakresie wydzielania żołądkowego i trzustkowego, motoryki przewodu pokarmowego, neurogastroenterologii i regulacji osi jelitowo-mózgowej. Autor ponad 300 prac oryginalnych i poglądowych w zakresie m.in. gastroenterologii doświadczalnej oraz fizjologii układu krążenia oraz trzech wydań podręcznika Patofizjologia. Promotor 18 doktorów oraz opiekun 5 przewodów habilitacyjnych.
Członek m.in. Komitetu Nauk Fizjologicznych Polskiej Akademii Nauk oraz Komisji Nauk Medycznych Oddziału Krakowskiego Polskiej Akademii Nauk, Polskiego Towarzystwa Urologicznego, Polskiego Towarzystwa Fizjologicznego, Polskiego Towarzystwa Gastroenterologicznego oraz European Society of Neurogastroenterology. W latach 2010–2017 redaktor naczelny czasopisma Folia Medica Cracoviensia.
Odznaczony Złotym Krzyżem Zasługi.
Zmarł 13 stycznia 2021 r. i został pochowany na cmentarzu Prądnik Czerwony w Krakowie (kw. E-XV-zach.-6).

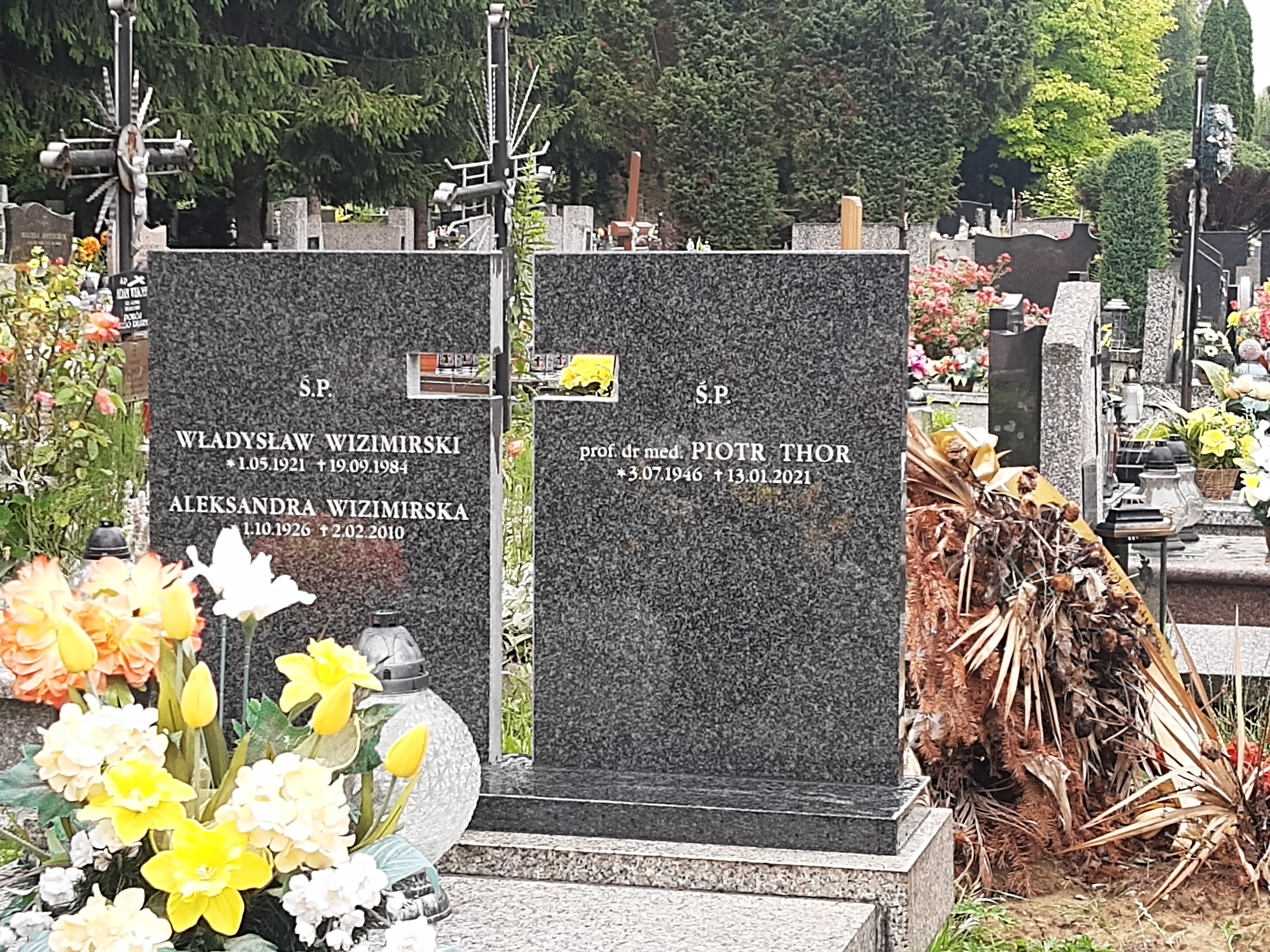
Grób prof. Piotra Thora na Cmentarzu Prądnik Czerwony